# Maurice Leblanc (engenheiro)
Charles Léonard Armand Maurice Leblanc, nascido em 2 de março de 1857 em Paris e morreu em 27 de outubro de 1923, foi um Físico, engenheiro e inventor e industrial francês, designer de vários dispositivos elétricos e hidráulicos.  Contribuiu na invenção da televisão e dos aparelhos de refrigeração.
Depois de concluir seu treinamento em engenharia elétrica na École polytechnique em Paris, ele trabalhou brevemente na ferrovia.
Posteriormente, trabalhou principalmente na melhoria de motores e geradores elétricos. Ele inventou uma bomba de vácuo aprimorada e também trabalhou na área de refrigeração.

## Biografia
Maurice Leblanc ingressou na École Polytechnique, em 1876, renunciando dois anos depois, em 1878, para fazer sua estréia na Compagnie des chemin de fer de l'Est. Lá ele conduziu experimentos no freio contínuo Achard. Ele então trabalhou na indústria privada. A firma francesa Compagnie Des Chemins de Fer de l'Est foi, mais tarde sediada no Brasil sob o nome Compagnie des Chemins de Fer Fédéraux de l'Est Brésilien. Depois de sua passagem pela Chemins de Fer, Leblanc se dedicou às suas próprias invenções. Em particular, em uma empresa pública limitada para a exploração dos processos Maurice-Leblanc-Vickers. e em 1886 foi associado por um curto período a uma empresa industrial.
Em 1888, Leblanc iniciou uma série de pesquisas em aparelhos elétricos, que incluíam alternadores compostos, transformadores, conversores rotativos, trocadores de frequência e auxiliares de fase, cujo sobrenome era o primeiro a produzir. Em conjunto com Hutin, ele introduziu o dispositivo de amortecimento conhecido como amortecedor.
De 1903 a 1909, ele foi professor de engenharia elétrica na École des Mines. Em 1913, ele presidiu a Comissão eletrotécnica international.Em 25 de novembro de 1918 foi eleito membro da Académie des Sciences, na seção recém-criada de aplicativos científicos para a indústria.
Maurice Leblanc não era de natureza austera. Ele gostava de boas palavras e trotes como os "amigos" de Jules Romains. Assim, durante a apresentação de sua tese de doutorado, ele teria concluído perante o júri espantado: " un bon coup de blanc vaut mieux qu'un mauvais champ tournant" ("Uma boa dose de branco é melhor do que um campo rotativo ruim"). Ele estaria referindo-se assim à origem desta fórmula que permaneceu famosa entre os engenheiros elétricos.

## Trabalho
Leblanc trabalhou principalmente na melhoria de motores a indução e alternadores. Também inventou uma bomba a vácuo melhorada e trabalhou na área de refrigeração. Além de uma teoria completa do motor assíncrono, devemos a ele os auxiliares de fase , os circuitos de amortecimento para obter o sincronismo dos alternadores , uma máquina de indução para substituir os alternadores, uma excitação de um alternador e um transformador de frequência e tensão (1891).
O teorema de Leblanc afirma que uma bobina alimentada por uma tensão alternada e, assim, criando um campo magnético pulsando ao longo de seu eixo, cria de fato dois campos magnéticos, do mesmo módulo, girando em direções opostas. Este teorema constitui a base teórica para a operação de motores assíncronos monofásicos.

## Introdução à Imagem televisiva
Desde 1875, ele examinou a lentidão do olho humano durante processos de digitalização rápidos, a fim de transmitir imagens coloridas eletricamente.
Dentre as primeiras propostas publicadas aprimorar a captação de imagens do sistema televisivo, uma foi de Maurice Le Blanc. No periódico francês "La Lumière électrique" de 1 de dezembro de 1880 foi publicado um artigo de Leblanc com o título "Etude sur la transmission électrique des impressions lumineuses" (Estudo sobre a transmissão elétrica de impressões luminosas). Pretendia ele, consoante à varredura de linhas e quadros, introduzir a imagem colorida. Isso incluía a substiuição do processo de utilização de espelhos (que não era novo), por um espelho somente, vibrando nos dois eixose cujo processo seria simplificado em separando a digitalização em planos horizontais e verticais.
No artigo supracitado Leblanc esboçou cinco funções necessárias para um sistema de televisão: 
- um transdutor para converter luz em eletricidade
- um scanner para quebrar uma imagem em suas partes constituintes
- Um método de sincronização do receptor e do transmissor
- Um meio de reconverter sinais elétricos em luz
- uma tela para visualizar a imagem

Em grande parte de seu artigo em La Lumitre Éleetrique, Leblanc, considerando as possíveis soluções para alcançar a transmissão elétrica de impressões luminosas, dispôs sobre os dispositivos que ele julgou úteis, referindo-se, pormenorisadamente, à propriedade fotocondutora do selênio, a célula fotovoltaica de Becquerel, ao efeito termoelétrico e os mecanismos que utilizam a pressão da radiação (sic) 
Ele queria implementar o sistema de digitalização com um prisma para dividir a luz em sete cores espectrais, espelhos e diafragmas de fenda. Uma célula de selênio por cor espectral deve então controlar um relé.
O fato é que as primeiras descobertas foram feitas por Leblanc. Diversos outros inventores, entretanto, como o alemão Paul Gottlieb Nipkow, o americano George R. Carey, os franceses Georges Valensi, Henri de France, René Barthélemy Constantin Perskyi e Porfiry Ivanovich Bakhmetiev, Lee de Forest, Arthur Korn, Georges Rignoux e A. Fournier,  Boris Rosing e seu aluno Vladimir Zworykin, John Logie Baird, e seu sócio Oliver Hutchinson,  Charles Francis Jenkins, Kenjiro Takayanagi, Vladimir K. Zworykin, Herbert E. Ives e Frank Gray, da Bell Telephone Laboratories, etc., contribuiram para o seu aperfeiçoamento.

## O condensador Leblanc (Ejetor Fluído)
O industrial George Westinghouse, atuante no ramo da eletricidade, considerava que os motores a gás eram melhores que os motores a vapor, contudo observando que ... o uso do vapor superaquecido de alta pressão, aumentava o vácuo, melhorando a eficiência da turbina a vapor... resolveu partir para a fabricação de turbinas e, para isso, ele firmou um contrato, em 1897, com o físico francês e engenheiro Maurice Leblanc, afim de desenvolver um sistema capaz de produzir o vácuo necessário para a operação do maquinário a vapor.
Leblanc, em hidráulica, que já vinha estudando mais particularmente bombas e turbinas, desenvolveu uma bomba de ar destinada a produzir o vácuo teórico em um condensador. Ele surgiu com o primeiro refrigerador ejetor de vapor em 1910.
Incialmente, em 1901 o inventor Charles Peterson desenvolveu o primeiro ejetor para a remição do ar do condensador de um motor a vapor. Mas o processo definitivo foi desenvolvido pela parceria Société Anonyme Westinghouse-Maurice Leblanc que obtiveram a cessão (n.º 1.138.125), do escritório de patentes à denominada Societe Anonyme para a fabricação e comercialização do produto. A empresa estava sediada em Paris, e o inventor residia em Auteuil, ambos na França.  
O sistema foi desenvolvido na Westinghouse Machine Company, segundo às patentes de Maurice Leblanc. O resultado foi um tipo aprimorado de bomba de ar de fácil manuseio e de custos relativamente baixos. Quanto ao resultado, mostrou-se melhor que os sistemas até então vigentes no mercado, criando um vácuo mais alto do que o obtido com qualquer outra bomba de ar em uso, reduzindo o consumo de vapor das turbinas. O sistema Leblanc, conquistou o mercado por sua eficiência, fosse pela praticidade, fosse pelo aumento geral da economia de turbinas, o que tornou-o o motor ideal à produção de grandes potências.
A máquina de refrigeração, com vapor e ejetor, desenvolvida por Leblanc foi adotada pelas marinhas francesa e russa para o resfriamento de "bunkers" para armazenagem de pólvora e munição em grandes navios de guerra. Por fim, ele estuda o uso do ar como refrigerante.

## Em território nacional
Em 16 de outubro de 1904, a empresa White-Westinghouse, através da Secretaria dos Negócios do Interior e Justiça, adquiriu o direto de comercialização, em território nacional, da Nova máquina refrigerante.   A concessão, contemplava a firma e o engenheiro inventor, e passou a vigorar a partir de 27 de junho de 1905.  
Com a obtenção da patente,  a Socyeté Anonyme Westinghouse e Maurice Leblanc, da França encarregaram-se de fornecer e instalar as máquinas e os aparelhos autorizados, e, como seu representante no Brasil, a firma encarregada de tais procedimentos era a Agência de Privilégios Leclerc & Comp., situada à Rua do Rosário n.º 156, loja, Rio de Janeiro.

## Influência
O inventor húngaro, Dénes von Mihály que, no início dos anos 1920, introduziu a nova tecnologia de válvulas termiônicas do sistema sem fio usando amplificadores, baseou sua técnica em Maurice Leblanc, utilizando os Scanners de espelho vibratório do  inventor polonês Jan Szczepanik, demonstando a varredura mecânica, a amplificação e a manipulação de sinais.